# Beechcraft Starship
Бічкрафт Старшип (англ. Beechcraft Starship, він же — Бічкрафт 2000) — американський двомоторний адміністративний літак, розроблений Бертом Рутаном (компанія Scaled Composites). Випускався в 1988—1995 роках під маркою корпорації Бічкрафт, підрозділу Raytheon. Пасажиромісткість 6-8 чоловік.
Літак має аеродинамічну схему «качка» і оснащений двома турбогвинтовими двигунами зі штовхальними повітряними гвинтами. При проектуванні літаків передбачався як конкурент реактивним адміністративним літакам (макс. швидкість 620 км/год, круїзна — 568 км/год). Продажі літака не досягли запланованого рівня, і програма виробництва була згорнута.

## Історія
Розробка почалася в компанії Beechcraft в 1979 році з метою створити швидкий турбогвинтовий літак, здатний конкурувати з турбореактивними літаками по швидкості, але зберігає переваги турбопропів в економічності. Зростання швидкості передбачалося досягти підвищенням потужності двигунів, зниженням ваги машини і поліпшенням аеродинаміки. Щоб поліпшити аеродинаміку, вирішити проблеми шуму і безпеки при відмовах силової установки підвищеної потужності була обрана схема з заднім розташуванням штовхають двигунів і незвичайна аеродинамічна схема «качка». Для полегшення машини в ній широко використовувалися композитні матеріали на основі вуглепластиків зі стільниковим заповненням. До 1980 року сформувався концепт, який отримав позначення PD 330 (англ. Preliminary Design 330). Улітку 1982 року до розробки залучили відомого ентузіаста схеми «качка» Берта Рутана і його компанію Scaled Composites.
У 1983 році концепт був представлений публічно.[джерело?] Перший політ прототипу відбувся в 1986 році. Всього було виготовлено 3 прототипи. Перший серійний літак злетів у квітні 1989 року. Загальна вартість розробки досягла 300 мільйонів доларів.
За перші три роки продажів було продано лише 11 літаків. Провал пояснювався тим що ціна літака (3,9 млн USD) виявилася рівною аналогічним турбореактивним літакам Cessna Citation V і Learjet 31 при тому що їх швидкості були помітно вище. Більш того, турбогвинтовий Piper PA-42 Cheyenne був на мільйон дешевше при тій же швидкості.
Остання машина була випущена в 1995 році. Частина машин здавалися в лізинг. У 2003 році Beechcraft визнав нерентабельним підтримку льотної придатності настільки маленького парку літаків, утилізувати решту у нього машини, позбувся складу запчастин і запропонував власникам Starship обміняти їх на інші літаки компанії. Проте кілька примірників збереглися.
Після випуску 20 примірників (включаючи прототипи) компанія провела модернізацію, позначивши нову машину як Model 2000A. Модернізація включала в себе поліпшення шумоізоляції, зміна вихлопних патрубків двигуна, збільшення обсягу паливних баків і зміна конструкції переднього горизонтального оперення.

## Характеристики
Характеристики літака
- Екіпаж: 1 або 2 пілота.
- Пасажиромісткість: 6
- Довжина: 14.05 м
- Розмах крила: 16,6 м
- Висота: 3,94 м
- Вага порожнього: 4574 кг
- Максимальна злітна вага: 6 759 кг
- Силова установка: 2 x Pratt & Whitney Canada PT6 1200 к. с. (890 кВт) кожен
- Пропелери: 5-лопатевий, діаметр 2,64 м

Льотно-технічні характеристики:
- Максимальна швидкість: 620 км/год
- Крейсерська швидкість: 568 км/год
- Дальність: 2803 км
- Стеля: 12000 м
- Швидкість набору висоти: 13,96 м/с

## Галерея

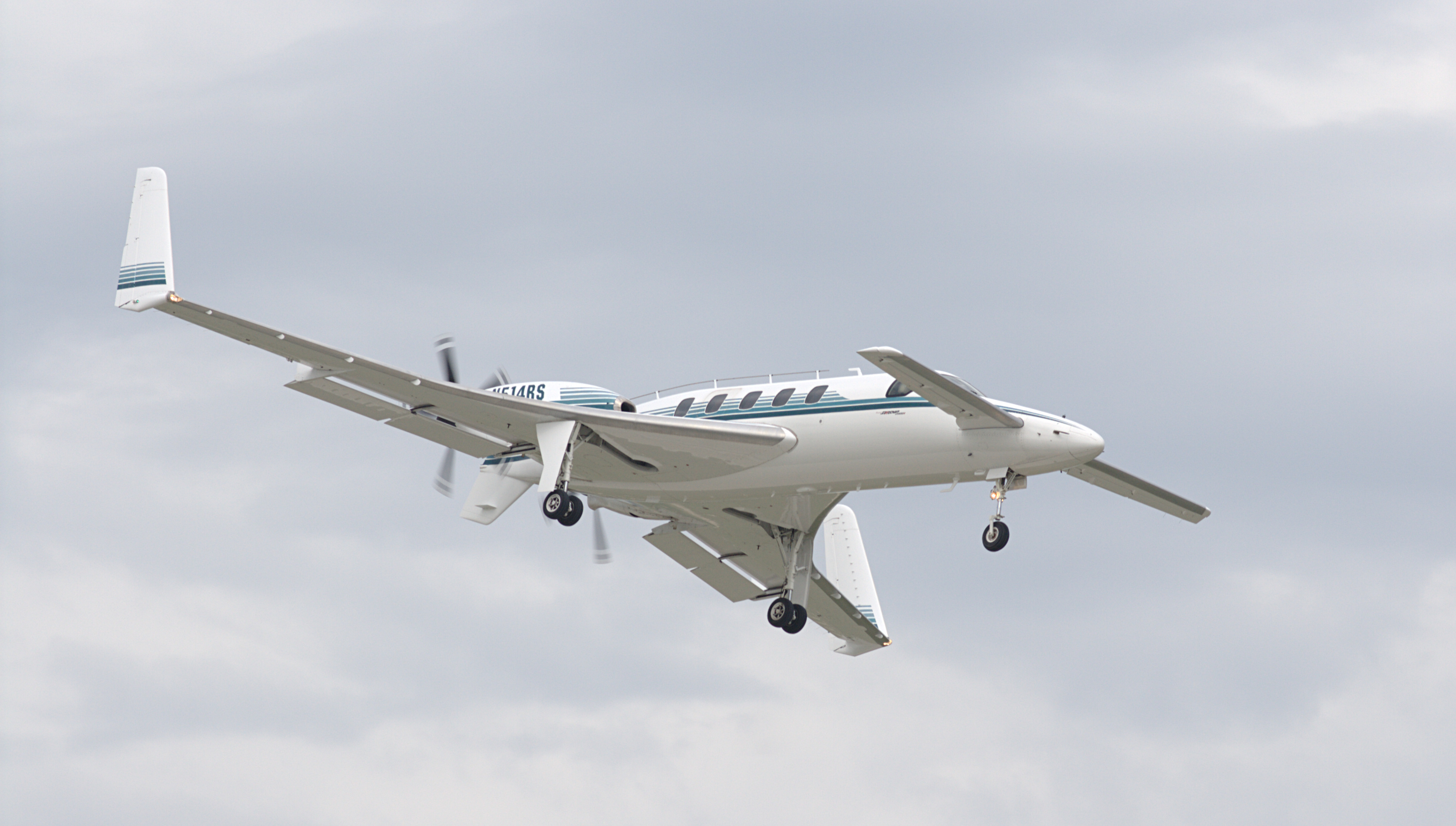
Starship під номером N514RS на авіашоу 2011 Oshkosh Air Show
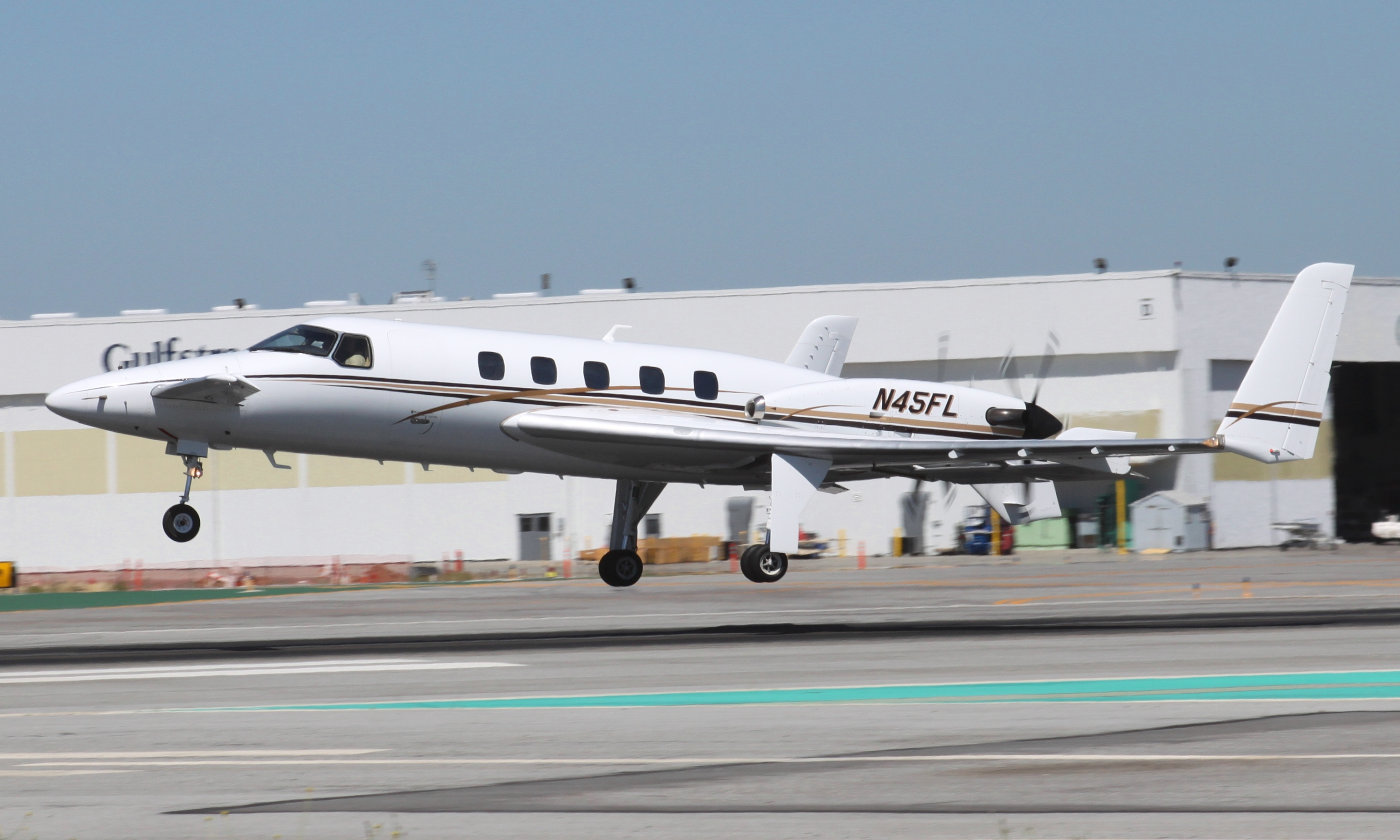
На зльоті в аеропорту Лонг-Біч в 2010 році
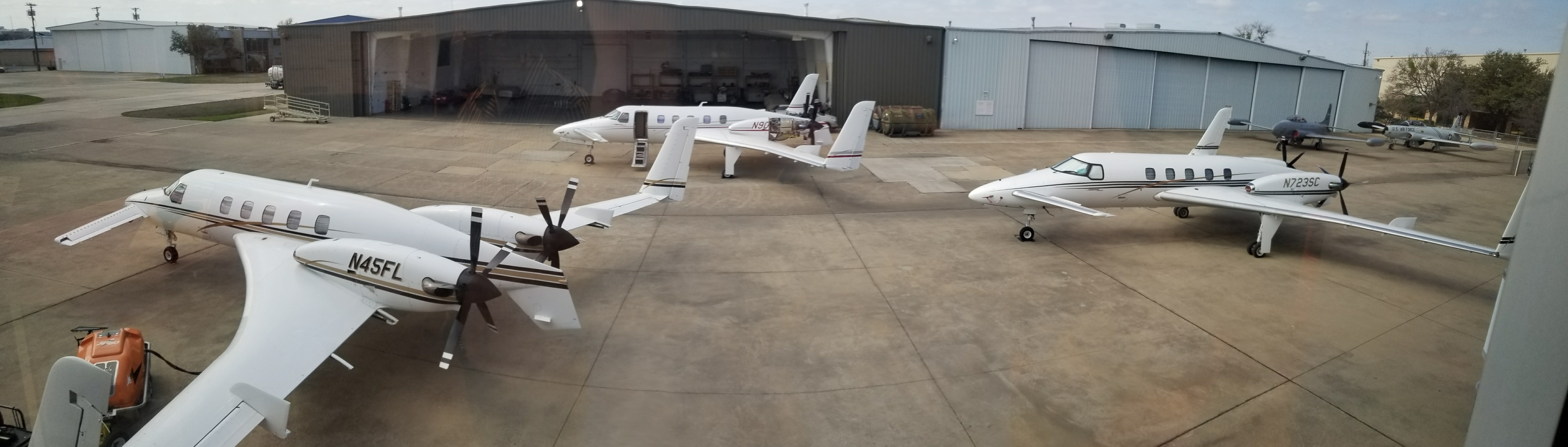
Три Starship в аеропорту Аризони в 2018 році
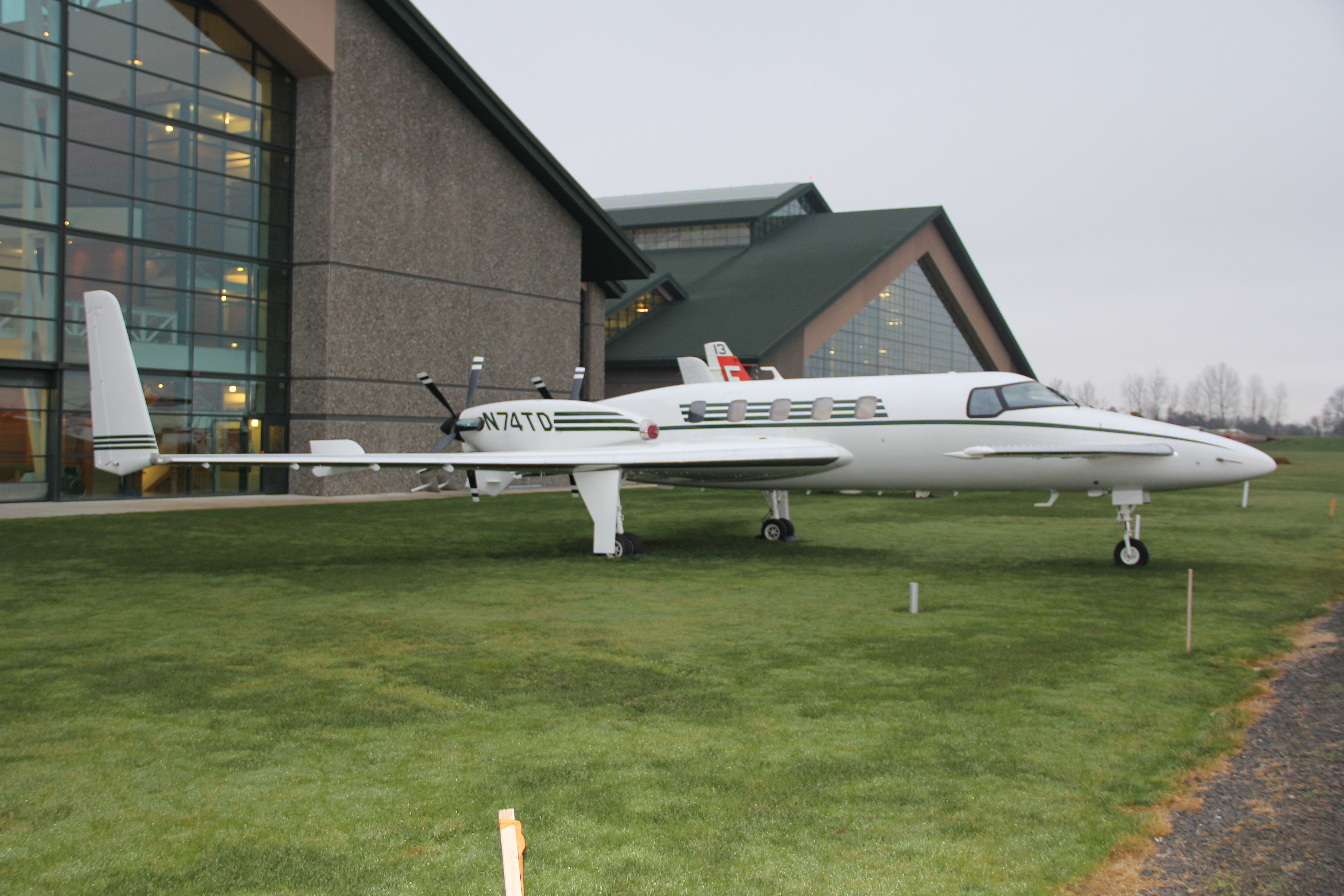
В музеї Evergreen Aviation Museum в 2011 році
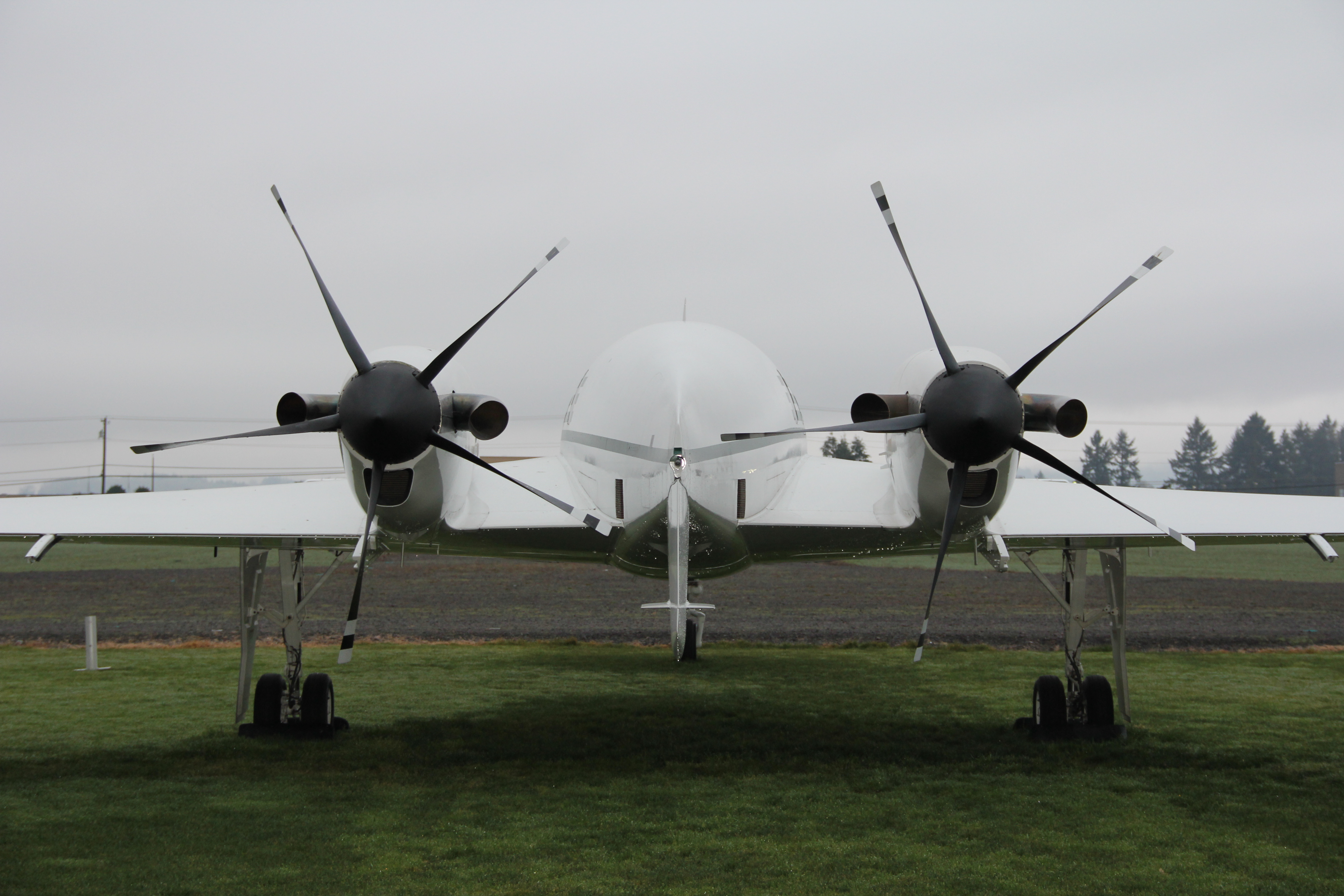
Літак ззаду
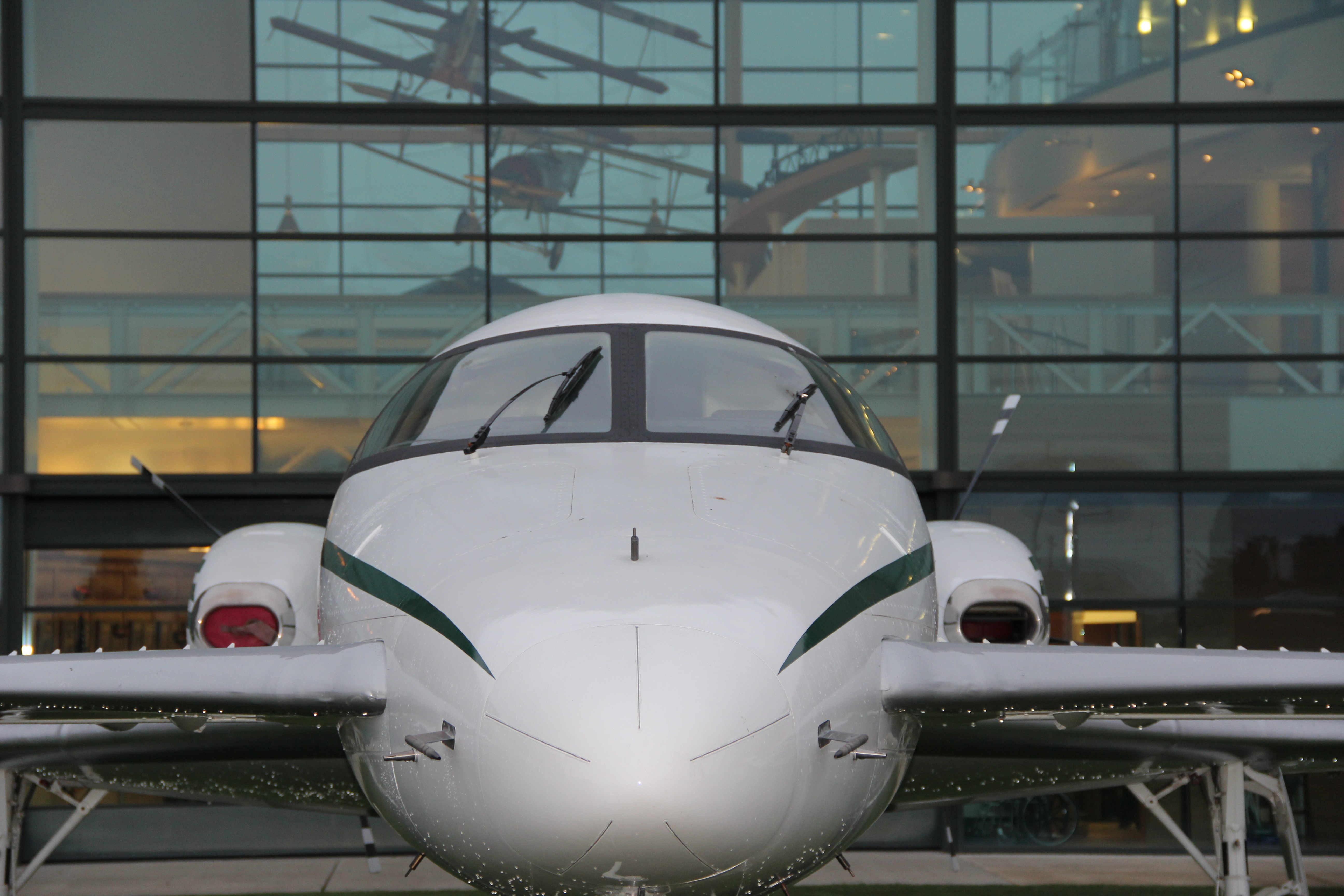
Літак спереду